# Burg Lochstedt
Die Burg Lochstedt, auch Burg Lochstädt geschrieben, war eine kunsthistorisch bedeutende Ordensburg des Deutschen Ordens in dem damals ostpreußischen Dorf Lochstädt, heute Pawlowo. Mit ihr sollte die Zufahrt zum Frischen Haff kontrolliert werden, sie fiel aber bald in die Bedeutungslosigkeit. Nur durch den ständigen Gebrauch der Burgkapelle Lochstedt blieb die Burg anfänglich vom Abriss verschont. Obwohl ihre Innenausstattung durch Krieg und Fremdnutzung gelitten hatte, blieb sie bis zu ihrer Zerstörung 1945 und in den 1960er Jahren weitgehend unverändert erhalten.

## Geschichte
- siehe auch Burgkapelle Lochstedt

Lochstädt, auf dem nördlichen Ausläufer der Frischen Nehrung und südwestlich der Stadt Fischhausen am Nordufer des Frischen Haffs, auf einer Landkarte von 1910.

Nachdem der Deutsche Orden die Burg Balga erreicht und als Stützpunkt eingerichtet hatte, brauchte er noch eine Weile, bis er mit Hilfe von Ottokar II. Přemysl auf dem Samland Fuß fassen konnte. Vorher stand dort, am Anfang der Frischen Nehrung die prußische Burg Luxete. Der Name Lochstedt leitete sich daher möglicherweise vom samländischen Landedlen Laucstiete ab. Eine weitere Möglichkeit ist die Gründung an einem Tief, d. h. Loch = Tief. Unweit der Burg wurde ebenfalls am Haffufer die Bischofsburg Schönewik errichtet, das spätere Fischhausen.
Die Burg bestand bis 1270 als Holz-Wall-Anlage und wurde 1275 bis 1285 in Stein ausgeführt. Der Südflügel mit der Burgkapelle ist der älteste Teil. Westlich davon schloss sich ein schmaler Vorraum an, und dann folgte für den Rest des Flügels der Remter. Der Westflügel enthielt kleinere spätgotisch gewölbte Räume. Als aber schon 1311, als man das Konventhaus errichtete, begann das Lochstädter Tief zu versanden und das Pillauer Tief bildete sich. Damit verlor auch die Burg ihre strategische Bedeutung; einzig das Bernsteinamt des Bernsteinmeisters, der dem Großschäffer in Königsberg unterstand, maß der Burg noch einen gewissen Wert zu. Die Komturei wurde aufgegeben, und fortan war Lochstädt Sitz eines Pflegers der Kommende Königsberg, der bis zum Ende der Ordenszeit das Bernsteinregal innehatte.

Der wohl berühmteste Pfleger war Heinrich von Plauen, der hier nach seinem Sturz als Hochmeister die letzten Jahre seines Lebens von 1422 bis zu seinem Tod 1429 verbrachte. 

„... kam er 1422 zu besserer Behandlung nach Lochstedt. Aber immer noch war, wie aus seinen Briefen bekannt ist, sein Los sehr hart; es fehlte im am Nötigsten, an Kleidung und selbst an Nahrung.“

 1429, ein halbes Jahr vor seinem Tod ernannte man ihn zum Pfleger über Lochstedt.
Kurz vor dem Ende des Ordenstaates wurden im Reiterkrieg 700 schwedische Söldner, die dem Hochmeister Albrecht zur Hilfe eilten, in Lochstedt untergebracht. Danach verfiel die Burg mehr und mehr. Schon 1512 wurde dem Hochmeister eine starke Baufälligkeit gemeldet, und 1603 stellte ein Kapitän Paul zwar noch die dicken Mauern und die Festigkeit des Turmes fest, dem allerdings schon das Dach fehlte. Er hielt die Burg immer noch für eine starke Festung, wenn die Schäden beseitigt werden würden.
Als Gustav Adolf am 6. Juli 1626 im Polnisch-Schwedischer Krieg in Pillau gelandet war, wurde in diesem Zug, die Burg von den Schweden im als Stützpunkt genutzt, wobei vieles von der rauen Soldateska zerstört wurde. Als dieser dann abzog, legte man in Lochstedt zur Verteidigung Erdwälle an, worauf Gustaf Adolf bei seiner Rückkehr im Folgejahr Lochstedt angriff. Es kam jedoch zu keinem Blutvergießen; die preußischen Truppen zogen rechtzeitig ab. Die Burg diente jetzt den Schweden im Dreißigjährigen Krieg und bis in die zweite Hälfte des 17. Jahrhunderts als Stützpunkt.
In einem Gutachten von 1664 wird Lochstedt nun schon als sehr baufällig beschrieben. Als am 24. November 1669 die St.-Adalberts-Kirche von Tenkitten wegen Baufälligkeit einstürzte, wurde daraufhin der Gottesdienst von Tenkitten in die naheliegende Burgkapelle Lochstedt verlegt, um fortan bis 1945 dort gefeiert zu werden. Dieser Umstand dürfte die Burg vor dem völligen Abriss bewahrt haben, denn nach der ruinösen Königskrönung Friedrichs III. von Brandenburg Friedrich I zum König in Preußen, verfügte dieser im März 1705, dass die Ämter Fischhausen, Balga und Lochstedt Ringmauern und unbrauchbare Gebäude abreißen sollten, um so das Baumaterial für die Festung Pillau zu gewinnen. Nach allgemeiner Ansicht fielen dieser Anordnung in Lochstedt der Nord- und Ostflügel sowie der Turm zum Opfer, deren Abbruch sich nach den Amtsbüchern schon zwischen 1701 und 1702 ereignet haben muss. Gleichwohl beschreibt John von Collas in seiner preußischen Landeskunde von 1713 die Burganlage noch als vierflügeliges Haupthaus mit Turm und Vorburg. Es wird angenommen, dass er seine Aufnahme kurz vor dem Abbruch angefertigt hat.
Als Ostpreußen im Siebenjährigen Krieg von den russischen Truppen besetzt wurde, war es Nikolaus Friedrich von Korff, der in seiner Eigenschaft als russischer Generalgouverneur von Königsberg, der Lochstedt für den Staat zurück erwarb und die Kapelle 1760 im Innern – nicht grade glücklich – neu gestalten ließ. Am Ende des Vierten Koalitionskrieges von 1807 bis 1809 bezog dort der französische General Louis-Vincent-Joseph Le Blond, Comte de Saint-Hilaire mit seinen Besatzungstruppen Quartier, wobei vieles wieder zu Bruch ging. Den Rest verkaufte der preußische Staat nach dem Frieden von Tilsit an einen Privatmann, um die Kontributionen bedienen zu können. Etwa nach einem halben Jahrhundert konnte Preußen wieder durch Rückkauf in den Besitz der Immobilie gelangen.

In der zweiten Hälfte des 19. Jahrhunderts wurden die freien Räume als königliche Forstbeamtenwohnung (1888) in den Räumen des Bernsteinmeisters, als Schule (1891) und als Ostpreußisches Heimatmuseum genutzt. Nach einer Bestandsaufnahme der Anlage durch Conrad Steinbrecht erkannte dieser den hohen kunsthistorischen Wert der Anlage. Auch Adolf Böttinger stimmte damit überein – noch bevor die Fresken entdeckt wurden – und bemerkte weiter: 

„Die Gewölbekappen waren mit Inschriften versehen, wie sich noch vor kurzem unter der dick aufgetragenen Kalktünche sehen ließ [...] Wer in Königsberg ist, sollte die nur einstündige Fahrt nach Lochstedt nicht scheuen. Es soll jetzt (1890) eine Schule in dem Gebäude angelegt werden; hoffentlich wird nichts daran geändert“

 1895 befreite man die Fresken der Gebietigergemächer von der darüberlagernden Kalkschicht: Einzigartige Bildwerke kamen nach Jahrhunderten wieder zum Vorschein. Aber erst 1937 erfolgten Sicherung und Restaurierung. Auf der Hofseite wurde eine hölzerne Galerie mit einem  Teil des Kreuzganges rekonstruiert.
Am Ende des Zweiten Weltkriegs blieben der halbhohe Südflügel mit Torweg und Sakristei sowie der Westflügel intakt, was Fotos von 1948 beweisen. In den 1960er Jahren erfolgte der Abriss bis zu den Grundmauern. Es wird vermutet, dass man nach dem Bernsteinzimmer suchte. Im Kellergewölbe fand man noch Schriften von Kristijonas Donelaitis und andere Dokumente. Einige Backsteine sind im Germanischen Nationalmuseum in Nürnberg, ausgestellt und auch einige Kapitellreste in dem Lapidarium der Marienburg. Auch das Bildarchiv Foto Marburg besitzt noch einige Aufnahmen der mittelalterlichen Ordensburg.

## Die dekorative Ausgestaltung
„Schon der Torweg überrascht in einer von verschiedenfarbigen Ziegeln eingefassten Nische die rundlich profilierte Spitzbogendekoration mit eingeschriebenen halben Vierpässen auf edel geformten Konsolen. Die Hauptpracht solcher dekorativen Feinheiten entfaltet sich an der Hofseite des Kapellenflügels, insbesondere an den Portalen. In reichen, rundlichen Bewegungen spielen die Profile ihrer Gewänder, überglänzt von dem farbigen Glitzern der bunt glasierten Ziegel.“

### Fresken
„Immer wieder wird bei der Betrachtung des Lochstedter Bilderzyklus deutlich, dass ihm nicht wie so häufig ein überkommendes und vielleicht schon totes Programm zu Grunde liegt, sondern das ihn vielfache Beziehung mit Leben und Anschauungen der Burgbewohner verknüpfen. Angesichts des feinsinnigen künstlerischen Gehaltes und der hochwertigen Qualität möchte man gerne wissen, wer wohl der Maler dieses großartigen, an den Wänden aufgeschlagenen Bilderbuches war. Aber keine Chronik, keine Urkunde erwähnt ihn.“

#### Kleiner Komturremter
- Der Erzengel Michael erschlägt den Drachen
- Mariä Verkundigung
- Christus und die Ehebrecherin
- Die Auferstehung
- Abrahams Opfer und die Übergabe der Gesetzestafeln an Mose
- Der Heilige Christophorus
- Die Kreuzigung Christi

#### Das Stübchen nebenan
- Der Heilige Georg
- Die Anbetung der Heiligen drei Könige

#### Der Rechteckige Remter
- Die neun guten Helden
- Die Ordensbanner

## Bilder

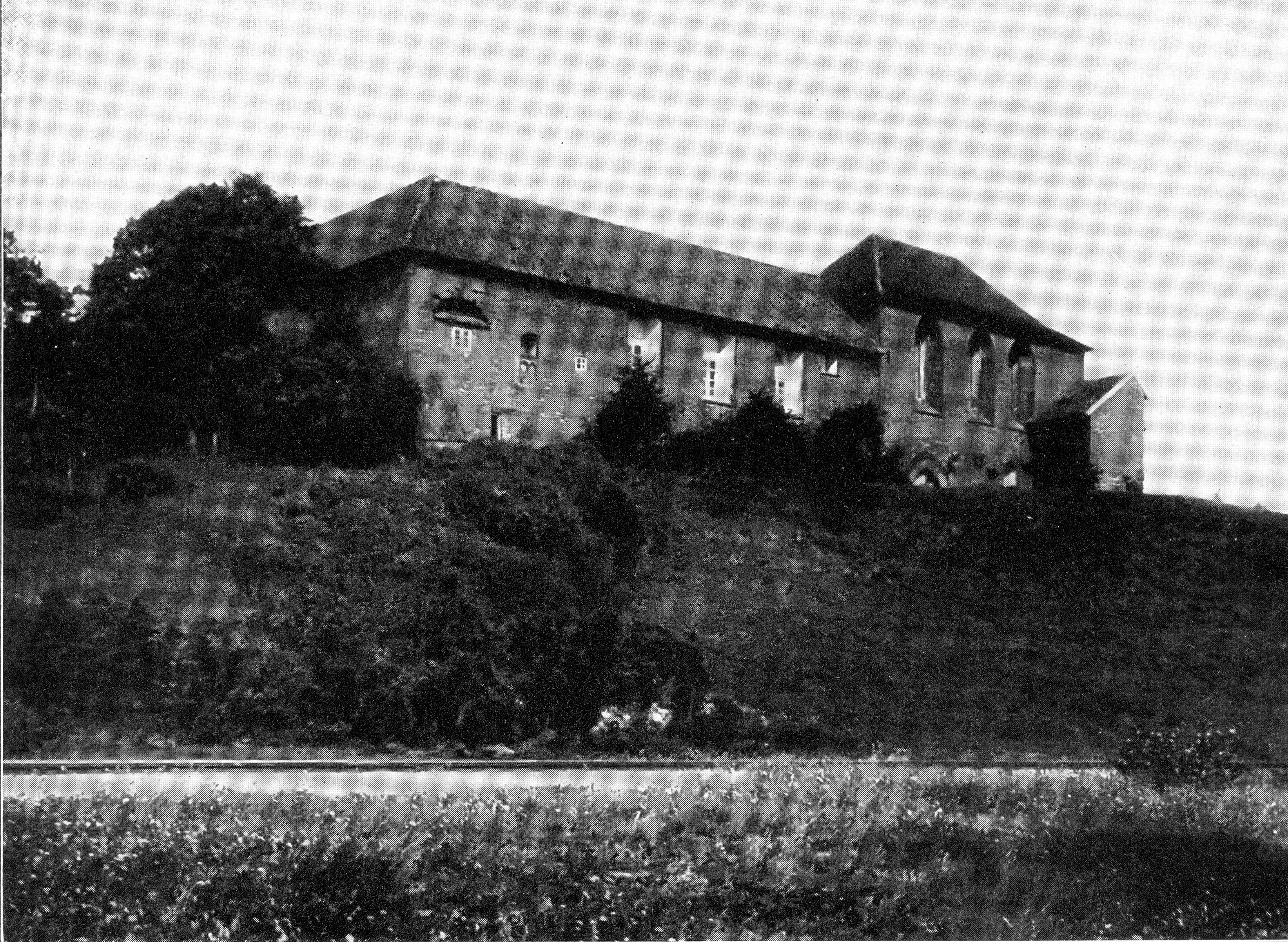
Vom Süden
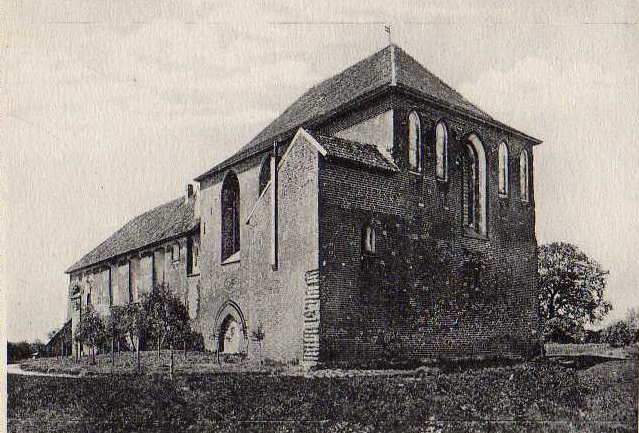
Vom Südost
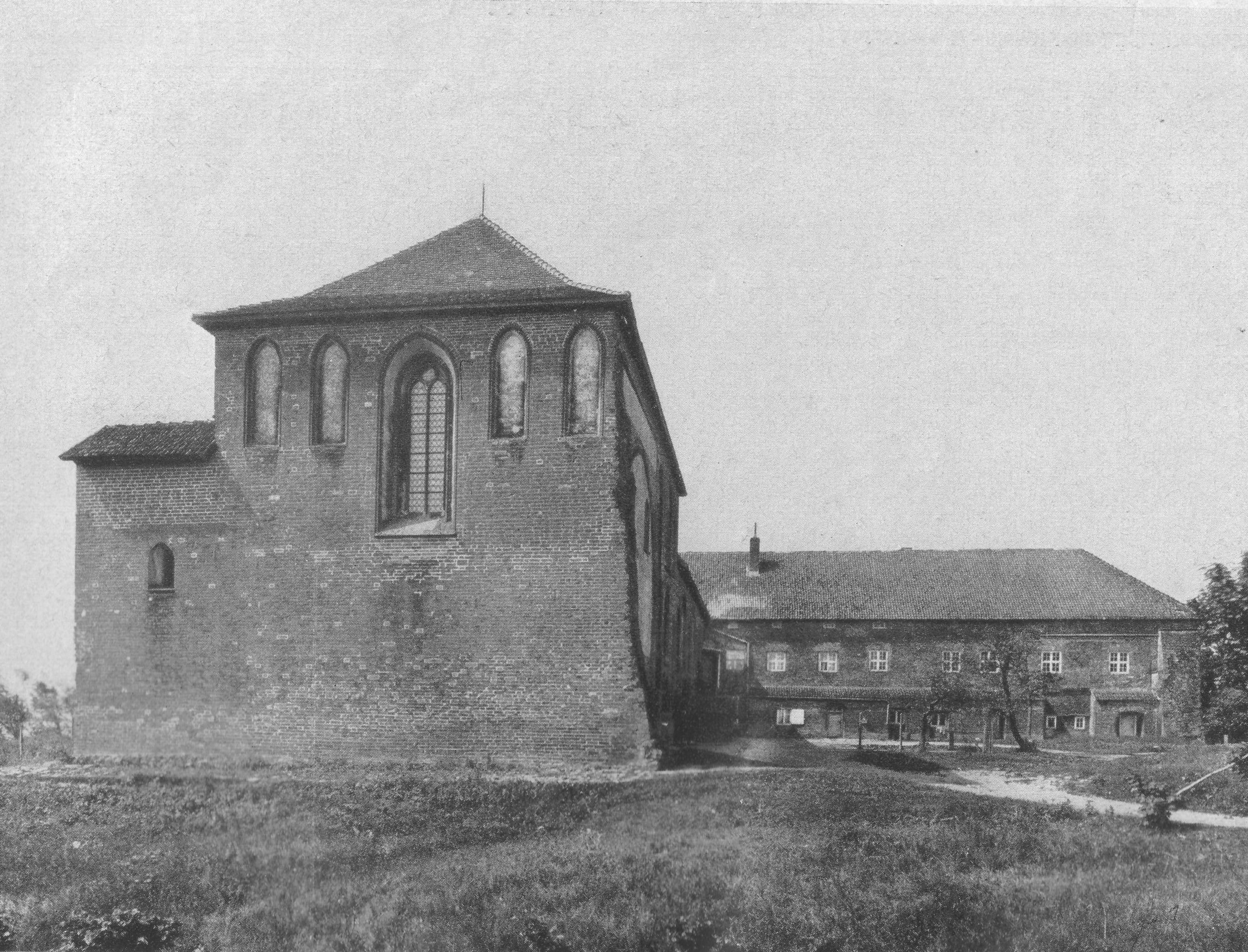
Vom Osten
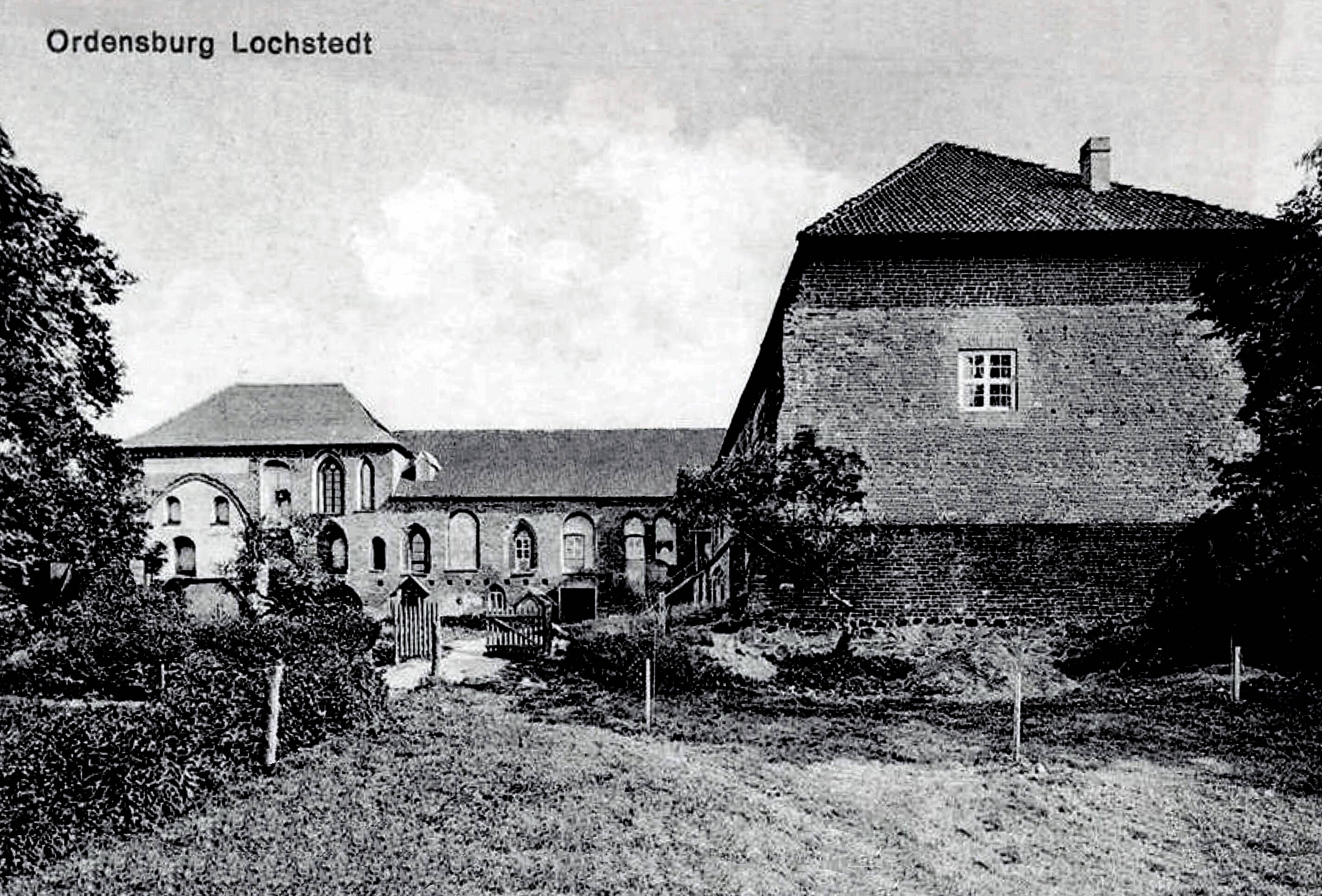
Vom Norden
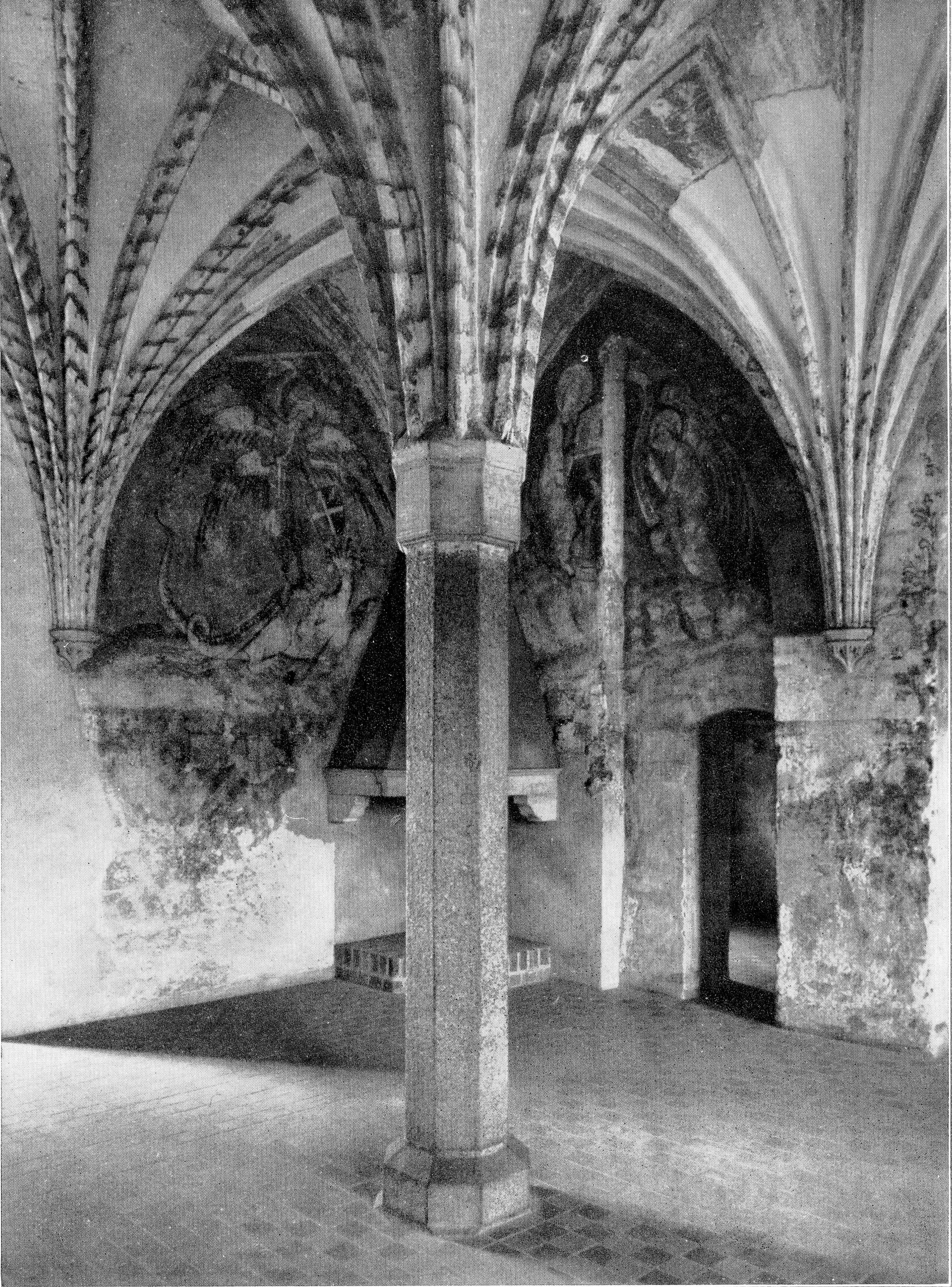
Kleiner Komturremter links St. Michael der Drachentöter rechts Mariä Verkündigung
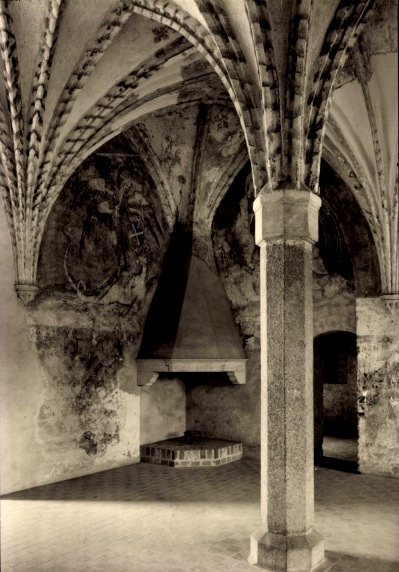
Kleiner Komturremter links St. Michael der Drachentöter
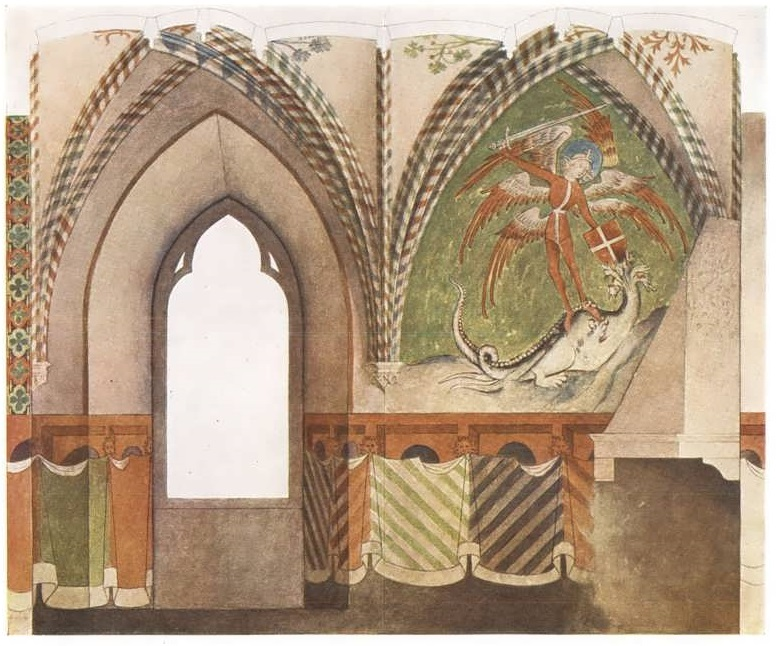
Kleiner Komturremter St. Michael der Drachentöter (Illustration)
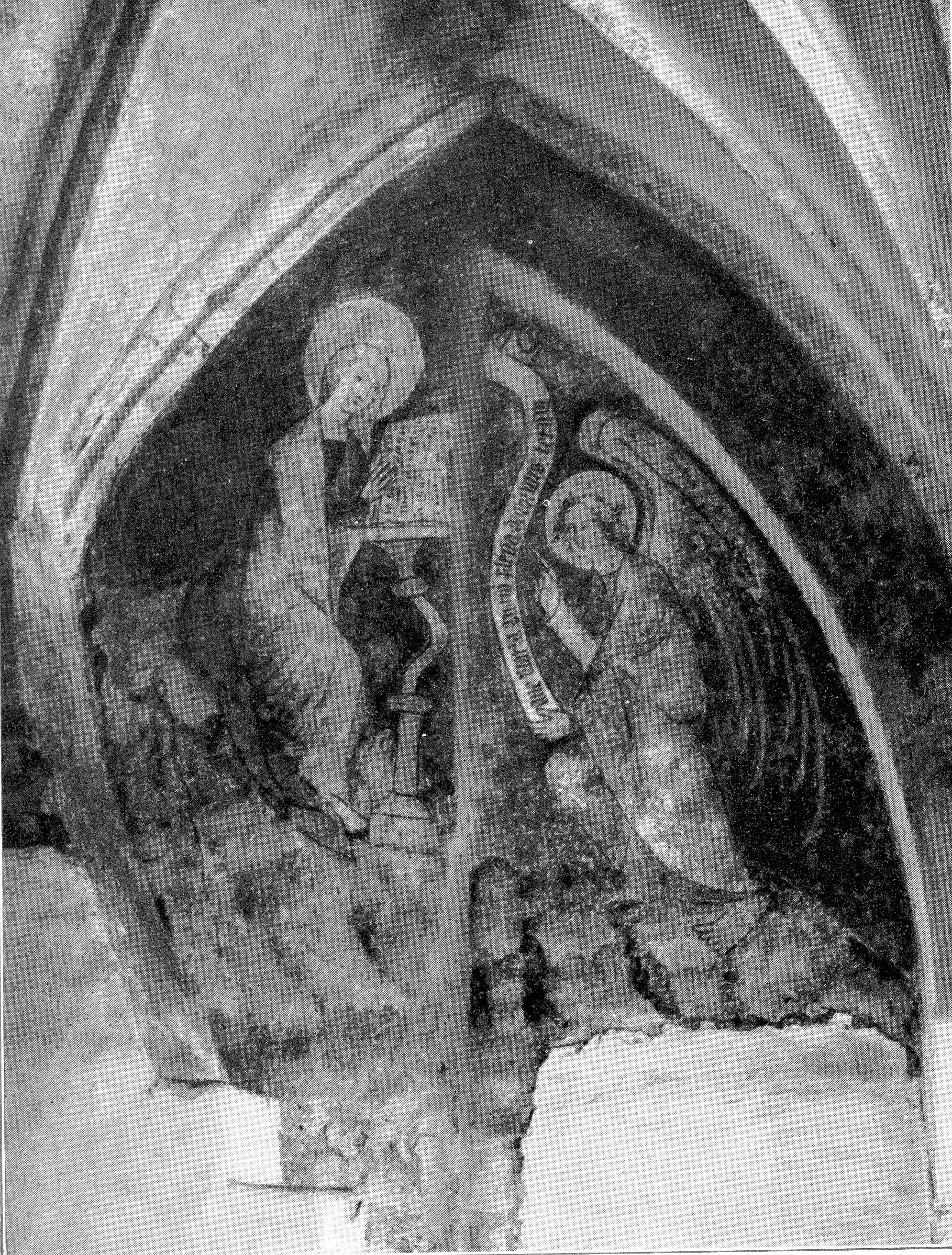
Wandmalerei im Kleinen Komturremter Mariä Verkündigung
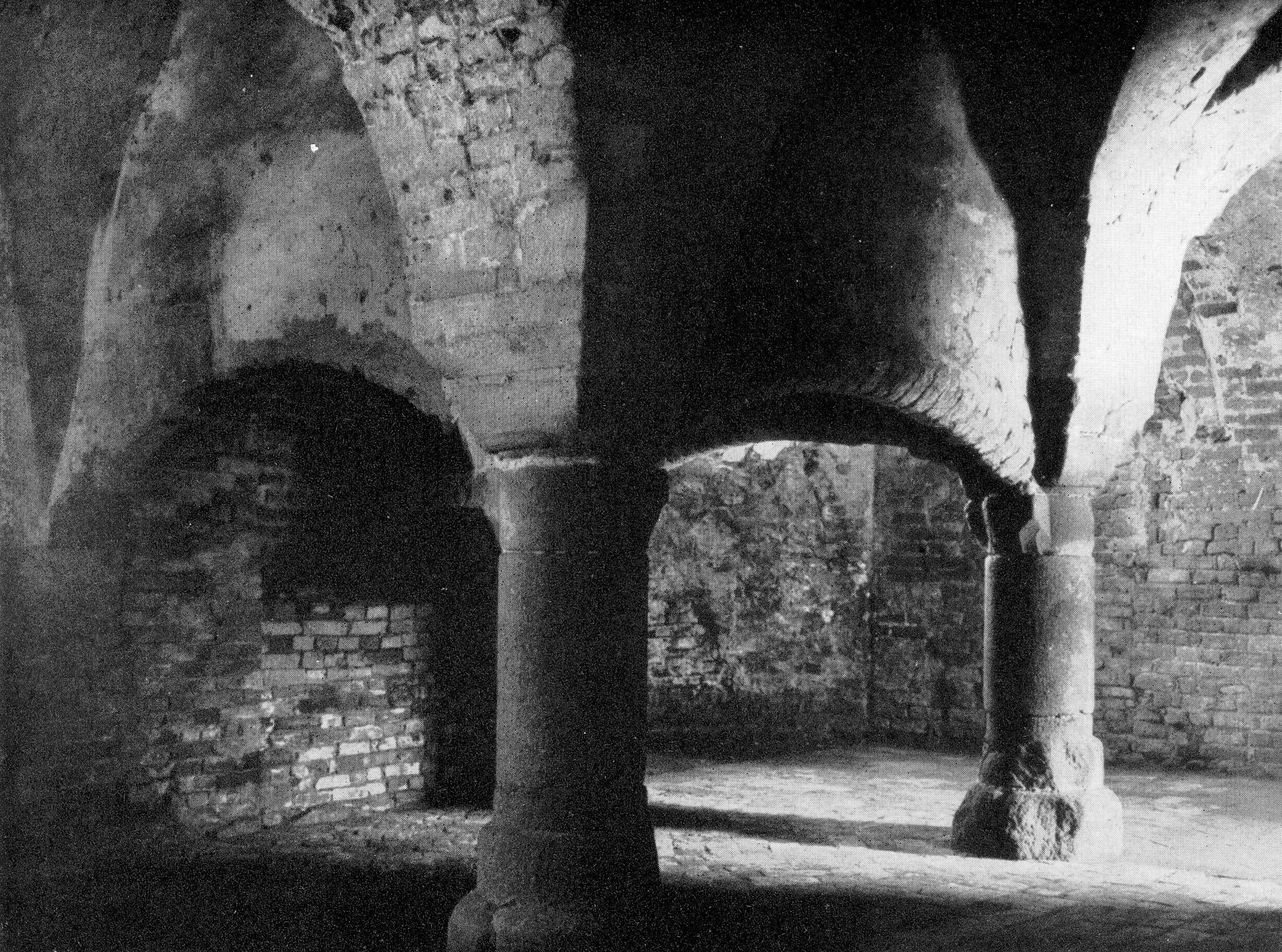
Küche
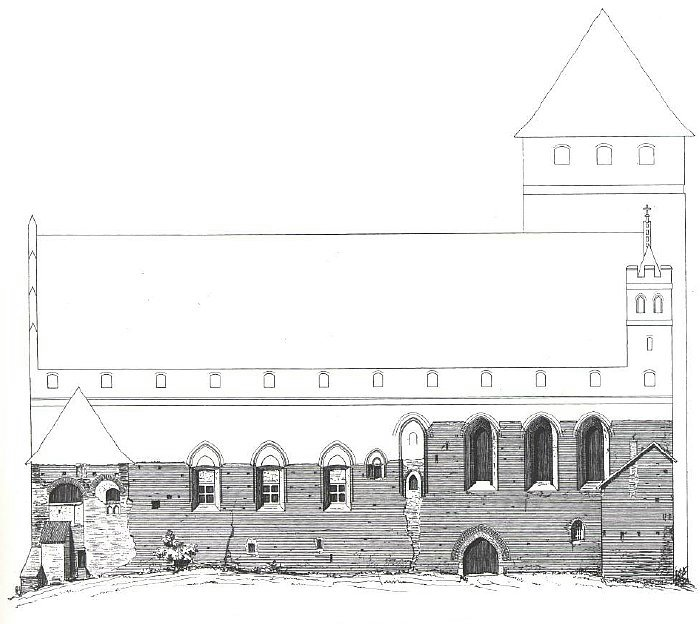
Rekonstruktionszeichnung
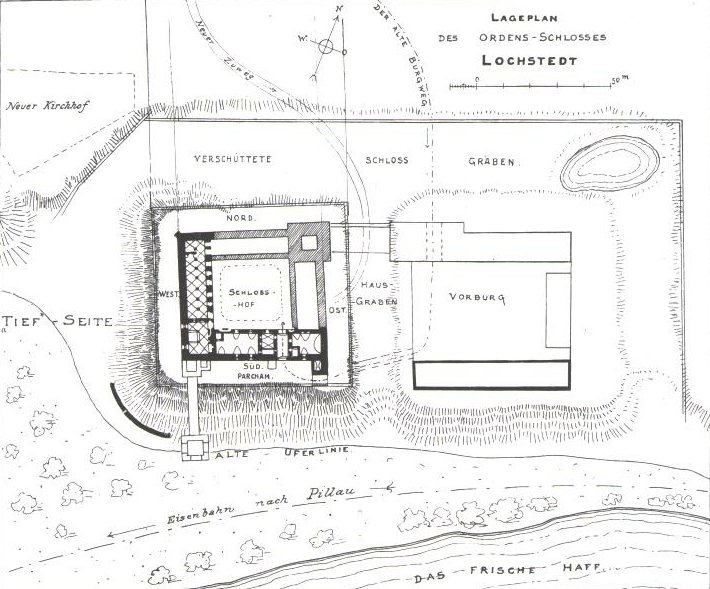
Lageplan nach Steinbrecht
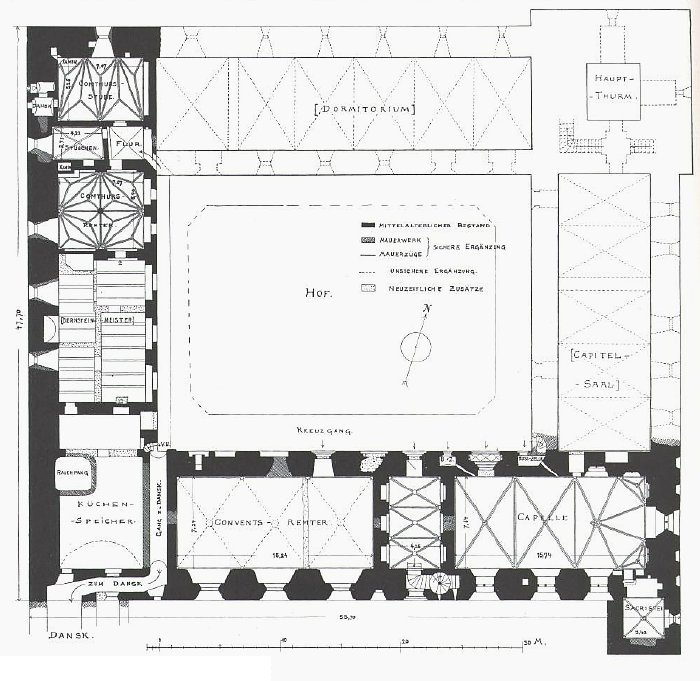
Grundriss ab 1702